# Rupel
Il Rupel è un fiume del Belgio e affluente della Schelda. Scorre interamente nella Regione fiamminga e, più precisamente, nella sola provincia di Anversa.

## Geografia
Il Rupel è formato dalla confluenza del Dyle e del Nete a Rumst. Viaggia per 12 chilometri fino alla sua confluenza con la Schelda. Il Rupel è navigabile: dà accesso dalla Schelda al canale di Louvain-Dyle. Inoltre, il Canale marittimo da Bruxelles alla Schelda corre lungo il Rupel per 7 chilometri.